# Geumsan Ginseng Asia/Saison 2010
Dieser Artikel listet Erfolge und Mannschaft des Radsportteams Geumsan Ginseng Asia in der Saison 2010 auf.

## Erfolge in der UCI Asia Tour
Bei den Rennen der UCI Asia Tour im Jahr 2010 gelangen dem Team nachstehende Erfolge.
| Datum        | Rennen                                      | Kat. | Fahrer              |
| ------------ | ------------------------------------------- | ---- | ------------------- |
| 5. März      | 5. Etappe Tour de Langkawi                  | 2.HC | Anuar Manam         |
| 23. April    | 2. Etappe Tour de Korea                     | 2.2  | Ki Hong Yoo         |
| 13. Juni     | Japanische Meisterschaft – Einzelzeitfahren | NC   | Shin’ichi Fukushima |
| 19. Juni     | 2. Etappe Tour of East Java                 | 2.2  | Anuar Manam         |
| 14. Juni     | 2. Etappe Tour de Okinawa                   | 2.2  | Shin’ichi Fukushima |
| 13.–14. Juni | Gesamtwertung Tour de Okinawa               | 2.2  | Shin’ichi Fukushima |

## Mannschaft
| Name                 | Geburtstag         | Nationalität | Team 2009                        |
| -------------------- | ------------------ | ------------ | -------------------------------- |
| Vincent Ang          | 5. Mai 1977        | Singapur     | Neoprofi                         |
| Hyeong Min Choe      | 15. April 1990     | Südkorea     | Neoprofi                         |
| Kōji Fukushima       | 21. August 1973    | Japan        | Meitan Hompo-GDR (2008)          |
| Shinichi Fukushima   | 13. September 1971 | Japan        | EQA-Meitan Hompo-Graphite Design |
| In Hyeok Hwang       | 20. Januar 1988    | Südkorea     | Neoprofi                         |
| Takeshi Igarashi     | 2. Oktober 1980    | Japan        | Neoprofi                         |
| Woo Ram Jung         | 20. Oktober 1988   | Südkorea     | Neoprofi                         |
| Jong Kwang Kim       | 1. April 1985      | Südkorea     | Neoprofi                         |
| Youn Gyuk Kim        | 4. November 1989   | Südkorea     | Neoprofi                         |
| Jun Oh Kwon          | 28. Oktober 1989   | Südkorea     | Neoprofi                         |
| Sang Gyu Lee         | 17. September 1990 | Südkorea     | Neoprofi                         |
| Ji Wen Low           | 27. Oktober 1989   | Singapur     | Letua Cycling Team               |
| Anuar Manam          | 11. Oktober 1986   | Malaysia     | Azad University Iran             |
| Nara Motoi           | 28. April 1982     | Japan        | Neoprofi                         |
| Phuchong Sai-Udomsin | 23. März 1988      | Thailand     | Neoprofi                         |
| Ki Hong Yoo          | 24. März 1988      | Südkorea     | Seoul Cycling                    |
| Stagiaires           | Stagiaires         | Nationalität | Nationalität                     |
| Ryoma Kaido          | Ryoma Kaido        | Japan        |                                  |
| Kazuya Kumasaka      | Kazuya Kumasaka    | Japan        |                                  |